# Coscorobaschwan

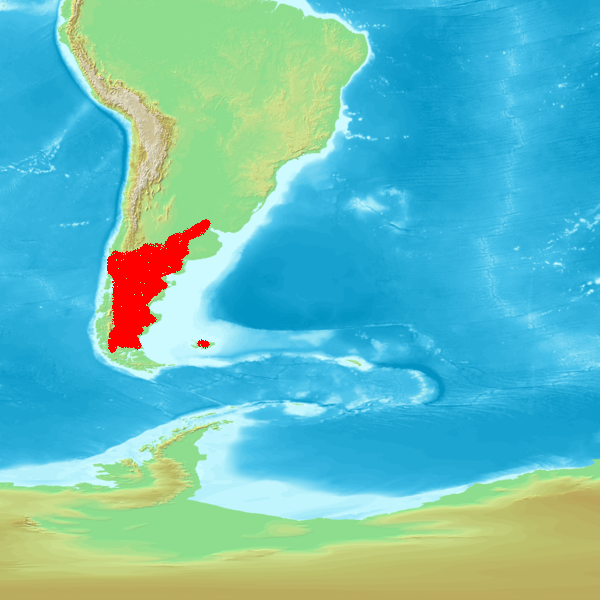
Verbreitungsgebiet

Der Coscorobaschwan (Coscoroba coscoroba) gehört als einziger der als Schwäne bezeichneten Entenvögel einer eigenen Gattung an. Wie alle Schwäne wird er systematisch in die Familie der Entenvögel (Anatidae) eingeordnet, ob aber die anderen Schwäne (der Gattung Cygnus) seine Schwestergruppe sind, ist umstritten. Er kommt ausschließlich in Südamerika vor. Coscorobaschwäne können bis zu 20 Jahre alt werden.

## Erscheinungsbild
Das Federkleid ist bei beiden Geschlechtern reinweiß, der Schnabel dagegen leuchtend rot. Weibchen sind im direkten Vergleich etwas kleiner als Männchen. Auffälligstes Unterscheidungsmerkmal der Geschlechter ist die Farbe der Iris. Männchen haben eine orange-gelbe bis hell rahmfarbene Iris, während die der Weibchen eher bräunlich ist. Durch den für einen Schwan recht kurzen Hals und die relativ langen Beine sieht er sehr gänseähnlich aus. Als kleinste Schwanenart werden die Tiere ungefähr einen Meter lang, wobei das Männchen das Weibchen an Größe überragt. Männchen wiegen zwischen 3,8 und 5,4 Kilogramm. Weibchen haben ein Gewicht zwischen 3,2 und 4,5 Kilogramm.
Im Jugendkleid ist das Kleingefieder überwiegend weiß. Graubraun gefiedert sind die Kopfpartien bis unter die Augen sowie der Rücken und die Flügel. Schnabel und Beine sind dunkelgrau. Erst mit zunehmendem Alter hellen sie rötlich auf. Im 1. Jahreskleid ist das Kleingefieder der noch nicht geschlechtsreifen Schwäne weiß. Auch der Schnabel, die Iris und die Beine sind wie bei den adulten Vögeln gefärbt. Lediglich die Handschwingen und Flügeldecken sind grau. 

## Verbreitung und Lebensraum
Coscorobaschwäne leben in Feuchtgebieten, insbesondere schilfbewachsenen Seen und Sümpfen Südamerikas, vom Süden Brasiliens bis nach Feuerland. Im Jahr 2000/2001 zog erstmals seit 1860 ein Brutpaar auch auf den Falklandinseln wieder erfolgreich Nachwuchs groß. Diese Vögel überwintern in Chile und im Nordosten Argentiniens, nachdem sie noch im Brutgebiet die Mauser durchlaufen haben.

## Lebensweise
Coscorobaschwäne leben von Gras und kleinen Wasserpflanzen, aber auch von Muscheln, Austern und kleinen Fischen.
Männchen und Weibchen bleiben – einmal verpaart – lebenslang zusammen. Das Weibchen legt etwa sieben Eier und bebrütet sie alleine für etwa einen Monat. Das Männchen hilft allerdings bei der Aufzucht der Jungvögel, die sehr schnell selbständig werden. Sie werden aggressiv gegen mögliche Fressfeinde wie Greifvögel verteidigt.

## Etymologie und Forschungsgeschichte
Die Erstbeschreibung des Coscorobaschwans erfolgte 1782 durch Juan Ignacio Molina unter dem wissenschaftlichen Namen Anas Coscoroba. Als Verbreitungsgebiet gab er Chile an. 1853 führte Ludwig Reichenbach die für die Wissenschaft neue Gattung Coscoroba für den Coscorobaschwan ein. Dieser Begriff und der Artname ist eine Onomatopoesie auf den unverwechselbarer Signalruf des Coscorobaschwans. Alfred Laubmann sah keine Nachweise für Paraguay, außer Zaramagullone del ganso blanco von Félix de Azara. Allerdings merkte Laubmann an, dass Azaras Beschreibung nicht auf dem heutigen Gebiet von Paraguay basierte. Steven Michael Goodman beobachtete Coscorobaschwäne als Zugvögel in Bahía Negra im Departamento Alto Paraguay. Joachim Steinbacher erwähnte ein weiteres gesammeltes Weibchen aus Filadelfia.

## Gefährdung
Es gibt heute nach unterschiedlichen Schätzungen noch etwa 10.000 bis 30.000 Vögel.